# HV 11423
Désignations
HV 11423, aussi nommée PMMR 114 et 140 LI-SMC, est une étoile supergéante rouge située dans la galaxie du Petit Nuage de Magellan. Elle est située à environ 200 000 années-lumière dans la constellation du Toucan.
HV 11423 est l'une des plus brillantes supergéantes rouges du Petit Nuage de Magellan. Son type spectral est variable, étant passé de K0-1I en décembre 2004 à M4I en décembre 2005 avant de revenir à K0-1I en septembre 2006. Les spectres des archives du VLA montrent que, en décembre 2001, l'étoile était encore plus froide, avec un type spectral de M4-5I. En revanche, en octobre 1978 et un an plus tard, elle ressemblait à une étoile de type M0I. Le type spectral M4-5 est le plus tardif observé chez une supergéante du Petit Nuage de Magellan ; en fait, la température dans cet état la place au-delà de la limite de Hayashi, dans une région du diagramme de Hertzsprung-Russell où l'étoile ne serait pas en équilibre hydrostatique. Quand l'étoile entre dans une région interdite du diagramme HR, elle devrait rapidement retrouver l'équilibre perdu, ce qui est cohérent avec le retour au type K quelques mois seulement après avoir atteint le type la M4 en décembre 2005.
HV 11423 est une étoile de grande taille dont le rayon est environ 1 000 fois plus grand que celui du Soleil. C'est également une étoile variable dont la magnitude varie de deux unités en bande V (visible) mais est essentiellement constante en bande K (infrarouge).
Sa luminosité bolométrique, environ 300 000 fois plus grande que celle du Soleil, semble être restée inchangée. On pense que l'étoile subit actuellement une période d'instabilité intense, durant laquelle sa température effective passe de 4 300 à 3 300 kelvins en seulement quelques mois ; sa variabilité en bande V peut être due principalement à ses variations de température ainsi que des changements dans l'extinction locale en raison de la création et la dissipation de poussière circumstellaire. On suppose que l'étoile approche de la fin de sa vie.